# Mavacamten
Le mavacamten est un inhibiteur de la myosine utilisé comme médicament dans la cardiomyopathie hypertrophique dans sa forme obstructive.

## Mode d'action
Il se fixe sur la myosine ATPase de manière réversible, diminuant l'interaction de la myosine sur l'actine.

## Efficacité
Chez le patient porteur d'une cardiomyopathie hypertrophique obstructive symptomatique, avec une fraction d'éjection conservée, il permet une amélioration de la tolérance à l'effort, des symptômes et réduit l'obstruction à l'éjection. Il permet d'éviter, dans certains cas, le recours, à court et à moyen terme, à une chirurgie ou à une alcoolisation septale. Les patients ont une meilleure qualité de vie.
Au niveau biologique, il réduit le taux sanguin de NTproBNP ainsi que celui de la troponine I.
Au niveau structural, il permet une réduction de la masse ventriculaire gauche, de l'épaisseur du septum et de la taille de l'oreillette gauche avec un recul atteignant presque deux ans.

## Contre-indication
Du fait de son mécanisme d'action, le mavacantem ne doit pas être donné en cas de fraction d'éjection inférieure à 50 %.

## Aspects commerciaux
Disponible aux États-Unis, le coût journalier est proche de 250 dollars en 2022. Il est disponible en France à partie de fin 2023.